# Детская Новая Волна
Де́тская Но́вая волна́ (англ. New Wave Junior) — бывший ежегодный международный конкурс молодых исполнителей популярной музыки. Аналог «взрослой» Новой волны с тем отличием, что в качестве исполнителей выступали дети до 13 лет.

## История
Первый конкурс прошёл в Москве 28 и 29 ноября 2008 года на сцене концертного зала гостиницы «Космос». В нём участвовало 18 исполнителей из 12 стран. Первое место поделили между собой Кристина Светличная и дуэт «А-Лау», которые представляли Белоруссию и Казахстан соответственно.
Идея детского музыкального конкурса была на поверхности. И то, что с успехом прохошла «Новая волна» в Юрмале на протяжении семи лет, подстегнула нас к скорейшему созданию детского конкурса.Игорь Крутой, автор проекта
После успешного проведения первого конкурса, в 2009 году оргкомитет получил свыше 4000 заявок более чем из 20 стран мира: Армении, Азербайджана, Болгарии, Белоруссии, Грузии, Германии, Израиля, Италии, Казахстана, Канады, Латвии, Литвы, Македонии, Молдовы, Польши, Словакии, США, Таджикистана, Украины и других. В конкурсе принимали участие дети в двух возрастных категориях: от 8 до 12 лет и от 13 лет до 15 лет. Мероприятие вновь проходило в концертном зале «Космос».
В 2010 году, после подписания меморандума о проведении конкурса под патронажем Президента Украины Виктора Януковича, местом проведения был выбран детский лагерь «Артек» в Крыму, который является местом проведения конкурса и по сей день.
До 2011 года участники выступали в двух категориях: от 8 до 12 лет и от 13 до 15 лет, однако затем было принято решение о снижении возрастной планки. В итоге, с 2011 года принимались участники в возрасте 8 — 13 лет (возраст на момент финала конкурса). В 2014 году возрастная планка была опущена до 12 лет. В следующем году организаторы конкурса перешли к другой схеме: вместо определения возраста на момент финала в положении конкурса стали указывать диапазон годов рождения. Так, для 2015 года принимались участники 2003—2009 годов рождения.

## Организаторы
- Игорь Крутой — художественный руководитель[6]
- Александр Румянцев — генеральный директор[7]
- Александр Ревзин — режиссёр-постановщик[8]
- Анастасия Мухина — музыкальный продюсер[8] (в 2012-2021 гг., ранее — Евгений Орлов[7][9])
- Стелла Хачанянц — исполнительный директор[7]

## Жюри
| Год  | Состав |
| ---- | --- |
| 2008 | Игорь Крутой, t.A.T.u., Сергей Лазарев, Алсу, Тимати, Глюкоза, Ирис, Алессандро Ристори, Максим Фадеев                                             |
| 2009 | Игорь Крутой, Сергей Лазарев, Алсу, Тимати, Глюкоза, Ирина Дубцова, Максим Фадеев, Юлия Началова, Джамала                                          |
| 2010 | Игорь Крутой, Сергей Лазарев, Алсу, Тимати, Ирина Дубцова, Ани Лорак, Алексей Чумаков, Нюша, Alyosha, Вера Брежнева                                |
| 2011 | Игорь Крутой, Сергей Лазарев, Алсу, Ирина Дубцова, Ани Лорак, Нюша, Вера Брежнева, Филипп Киркоров, Лев Лещенко, Влад Соколовский, Анна Аббасова   |
| 2012 | Игорь Крутой, Сергей Лазарев, Ирина Дубцова, Ани Лорак, Вера Брежнева, Влад Соколовский, Алексей Рыжов, Константин Меладзе                         |
| 2013 | Игорь Крутой, Сергей Лазарев, Ирина Дубцова, Ани Лорак, Вера Брежнева, Константин Меладзе, Джамала, Юлия Савичева, Алессандро Сафина               |
| 2014 | Игорь Крутой, Филипп Киркоров, Нюша, Лев Лещенко, Алессандро Сафина                                                                                |
| 2015 | Игорь Крутой, Лев Лещенко, Филипп Киркоров, Александр Иванов, Александр Рыбак, Катя Иванчикова, Юлия Савичева, Сергей Лазарев, Роберто Кель Торрес |
| 2016 | Игорь Крутой, Лев Лещенко, Филипп Киркоров, Ирина Дубцова, Сергей Лазарев, Евгений Крылатов, Джахан Поллыева, Евгений Комбаров                     |
| 2017 | Игорь Крутой, Лев Лещенко, Олег Газманов, Дина Гарипова, Григорий Гладков, Евгений Крылатов, Юлианна Караулова, Евгений Комбаров                   |
| 2018 | Игорь Крутой, Олег Газманов, Лариса Долина, Юлианна Караулова, Сергей Лазарев, Лев Лещенко, Евгений Комбаров                                       |
| 2019 | Игорь Крутой, Олег Газманов, Юлианна Караулова, Сергей Лазарев, Лев Лещенко, Юлия Савичева, Николай Басков                                         |
| 2020 | Игорь Крутой, Олег Газманов, Юлианна Караулова, Филипп Киркоров, Лариса Долина, Алсу, Dava                                                         |
| 2021 | Алсу, Юлия Савичева, Александр Буйнов, Сергей Першин, Dava, Zolotova, Gary Grey, Карина Кросс                                                      |
| 2022 | Ваня Дмитриенко, Сосо Павлиашвили, Дмитрий Маликов, Юлианна Караулова, Хабиб                                                                       |
| 2023 | Юлия Савичева, Руслан Алехно, Валерия, Александр Панайотов, Юлианна Караулова                                                                      |
| 2024 | Shaman, Анжелика Варум, Игорь Матвиенко, Лариса Долина, Дмитрий Маликов                                                                            |

## Ведущие
| Год  | Состав |
| ---- | --- |
| 2008 | Тимур Родригез, Лера Кудрявцева, Даша Руденок, Крош                                                                                              |
| 2009 | Доминик Джокер, Кристина Светличная, БиС, Кристина Чакветадзе, DJ Анатоль, Лера Кудрявцева                                                       |
| 2010 | Доминик Джокер, Кристина Светличная, Кристина Чакветадзе, Иван Дорн, Лера Кудрявцева                                                             |
| 2011 | Доминик Джокер, Тимур Родригез, Кристина Светличная, Кристина Чакветадзе, Иван Дорн, Лера Кудрявцева                                             |
| 2012 | Доминик Джокер, Алексей Чумаков, Кристина Светличная, Кристина Чакветадзе, София Долганова, София Лапшакова, Иван Дорн, Лера Кудрявцева, Липа    |
| 2013 | Доминик Джокер, Кристина Светличная, Кристина Чакветадзе, София Долганова, София Лапшакова, Лера Кудрявцева, Липа, Павел Артёмов, Стас Костюшкин |
| 2014 | Кристина Светличная, София Лапшакова, Лера Кудрявцева, Липа, Павел Артёмов, Стас Костюшкин                                                       |
| 2015 | Лера Кудрявцева, Доминик Джокер, Липа, Стас Костюшкин, София Лапшакова, Павел Артемов, Кристина Светличная, Тоня Володина, Екатерина Манешина    |
| 2016 | Лера Кудрявцева, Юлианна Караулова, Липа, Стас Костюшкин, Влад Соколовский, Тоня Володина, Екатерина Манешина                                    |
| 2017 | Лера Кудрявцева, Липа, Тоня Володина, Екатерина Манешина                                                                                         |
| 2018 | Юлианна Караулова, Липа, Тимур Родригез, Алексей Воробьев, Тоня Володина, Екатерина Манешина                                                     |
| 2019 | Липа, Игорь Пиджаков, Алексей Воробьев, Тоня Володина                                                                                            |
| 2020 | Лера Кудрявцева, Липа, Вячеслав Макаров, Александр Филин                                                                                         |
| 2021 | Липа, Тим Сорокин, Тоня Володина |
| 2022 | Лера Кудрявцева, Липа, Александр Филин |
| 2023 | Лера Кудрявцева, Липа, Александр Филин, Геныч |
| 2024 | Лера Кудрявцева, Кирилл Туриченко, Геныч, Матвей Друшляков                                                                                       |

## Рейтинг стран-участниц
Ниже указан рейтинг стран-участниц конкурса с учетом старшей и младшей категории. Список отсортирован по количеству занятых мест (I, II, III), а также при получении приза зрительских симпатий. Затем, если у стран одинаковые результаты, по количеству участников за все время конкурса, далее по алфавиту. Жирным выделены наибольшие показатели в каждом столбце, соответствующему своей категории.

### Уходы, возвращения и дебюты
Чтобы распустить объединённые ячейки, нажмите на ячейку «Год».
| Год  | Место проведения | Дата        | ВУС | Дебюты | Возвращения                                                    | Уходы                                                                              | Ⅰ                           | Ⅱ                            | Ⅲ                              | Зр.       |
| ---- | ---------------- | ----------- | --- | --- | -------------------------------------------------------------- | ---------------------------------------------------------------------------------- | --------------------------- | ---------------------------- | ------------------------------ | --------- |
| 2008 | Москва           | 28.11-29.11 | 12  | Беларусь · Германия · Грузия · Израиль · Казахстан · Канада · Латвия · Литва · Северная Македония · Россия · Таджикистан · Украина | —                                                              | —                                                                                  | Беларусь · Казахстан        | Таджикистан · Россия         | Германия · Россия              | Беларусь  |
| 2009 | Москва           | 21.12-23.12 | 10  | Армения · Китай · Молдова · США · Финляндия ·                                                                                      | —                                                              | Германия · Израиль · Казахстан · Канада · Литва · Северная Македония · Таджикистан | Украина · Грузия            | Армения · Беларусь · Украина | Россия · Украина · Украина     | Китай     |
| 2010 | Ялта             | 20.08-22.08 | 8   | Италия | Литва                                                          | Грузия · Молдова · США · Финляндия                                                 | Армения · Украина · Украина | Италия · Литва · Россия      | Армения · Россия               | Украина   |
| 2011 | Ялта             | 20.08-22.08 | 11  | Болгария · Чехия · Швеция | Германия · Казахстан                                           | Китай · Литва                                                                      | Украина                     | Болгария                     | Украина                        | Латвия    |
| 2012 | Ялта             | 15.08-17.08 | 12  | Азербайджан · Польша · Узбекистан · Эстония                                                                                        | —                                                              | Чехия Швеция                                                                       | Россия                      | Армения                      | Украина                        | Украина   |
| 2013 | Ялта             | 18.08-20.08 | 11  | — | Грузия · Израиль · Литва                                       | Болгария · Италия · Польша · Эстония                                               | Украина                     | Литва · Россия               | Узбекистан                     | Украина   |
| 2014 | / Ялта           | 16.08-18.08 | 11  | Молдова · Румыния | Италия                                                         | Азербайджан · Литва · Узбекистан                                                   | Украина                     | Италия · Россия · Россия     | Беларусь · Казахстан · Украина | Россия    |
| 2015 | / Ялта           | 11.08-13.08 | 12  | Греция · Мальта | Болгария · Литва                                               | Италия · Латвия · Румыния                                                          | Мальта                      | Болгария · Россия            | Армения                        | Казахстан |
| 2016 | / Ялта           | 11.08-13.08 | 15  | Республика Абхазия · Кыргызстан · Республика Корея                                                                                 | Латвия · Румыния                                               | Болгария · Греция · Грузия · Израиль · Литва · Молдова                             | Россия · Россия             | Армения · Мальта             | Казахстан · Россия             | Россия    |
| 2017 | / Гурзуф         | 31.05-01.06 | 13  | Босния и Герцеговина · Франция | Германия · Молдова                                             | Кыргызстан · Мальта · Республика Корея · Румыния · Украина                         | Армения · Россия            | Израиль                      | Россия                         | Казахстан |
| 2018 | / Гурзуф         | 31.05-01.06 | 14  | — | Болгария · Грузия · Украина                                    | Республика Абхазия · Босния и Герцеговина · Германия · Латвия · Франция            | Украина                     | Болгария                     | Россия                         | Россия    |
| 2019 | / Гурзуф         | 30.05-31.05 | 11  | Великобритания | Республика Абхазия · Азербайджан · Литва · Мальта · Узбекистан | Болгария · Грузия · Израиль · Казахстан · Молдова · Украина                        | Россия · Россия             | Беларусь                     | Узбекистан                     | Россия    |
| 2020 | / Гурзуф         | 07.10-08.10 | 12  | Испания | Грузия · Казахстан                                             | Республика Абхазия · Великобритания · Литва · Мальта · Узбекистан                  | Россия                      | Россия                       | Армения                        | Россия    |
| 2021 | / Гурзуф         | 29.05-30.05 | 12  | Индия | Китай                                                          | Азербайджан · Испания                                                              | Россия                      | Индия                        | Армения                        | Россия    |

| №  | Страна      | Ⅰ | Ⅱ | Ⅲ | Зр. | ТОП-3 | Всего участников |
| -- | ----------- | - | - | - | --- | ----- | ---------------- |
| 1  | Россия      | 8 | 7 | 7 | 6   | 22    | 48               |
| 2  | Украина     | 7 | 1 | 5 | 3   | 13    | 29               |
| 3  | Армения     | 2 | 3 | 4 |     | 9     | 15               |
| 4  | Беларусь    | 1 | 2 | 1 | 1   | 4     | 18               |
| 5  | Мальта      | 1 | 1 |   |     | 2     | 3                |
| 6  | Казахстан   | 1 |   | 2 | 1   | 3     | 12               |
| 7  | Грузия      | 1 |   |   |     | 1     | 8                |
| 8  | Болгария    |   | 3 |   |     | 2     | 4                |
| 9  | Литва       |   | 2 |   |     | 2     | 5                |
| 10 | Италия      |   | 2 |   |     | 2     | 4                |
| 11 | Израиль     |   | 1 |   |     | 1     | 7                |
| 12 | Индия       |   | 1 |   |     | 1     | 1                |
| 13 | Таджикистан |   | 1 |   |     | 1     | 1                |
| 14 | Узбекистан  |   |   | 2 |     | 2     | 3                |
| 15 | Германия    |   |   | 1 |     | 1     | 4                |
| 16 | Латвия      |   |   |   | 1   | 0     | 9                |
| 17 | Китай       |   |   |   | 1   | 0     | 3                |

### Страны, которые участвовали в конкурсе, но в рейтинг не попали
- Республика Абхазия
- Азербайджан
- Великобритания
- Греция
- Испания
- Канада
- Кыргызстан
- Северная Македония
- Молдова
- Польша
- Республика Корея
- Румыния
- США
- Финляндия
- Чехия
- Швеция
- Эстония

## Победители
| Год  | I место | II место | III место | Приз зрительских симпатий |
| ---- | --- | --- | --- | ------------------------- |
| 2008 | Кристина Светличная (219 баллов, мл. категория) А-Лау (219 баллов, ст. категория)                                                        | Дали (216 баллов, мл. категория) Олег Сидоров (216 баллов, ст. категория)                                                                | Диана-Мария (214 баллов, мл. категория) «Коломбина» (215 баллов, ст. категория)                                          | DJ Анатоль                |
| 2009 | Соломия (198 баллов, мл. категория) Анна Гибрадзе (198 баллов, ст. категория)                                                            | Луара Айрапетян (197 баллов, мл. категория) Рома Волознев (197 баллов, мл. категория) Мария Стасюк (195 баллов, ст. категория)           | Влад Каращук (194 баллов, мл. категория) Ангелина Шалимова (191 баллов, ст. категория) Li-Ya (191 баллов, ст. категория) | Li Zexi                   |
| 2010 | Анастасия Петрик (220 баллов, мл. категория) Размик и его друзья (220 баллов, ст. категория) Виктория Петрик (220 баллов, ст. категория) | Себастиано Чичарелла (216 баллов, мл. категория) София Шамс (211 баллов, ст. категория) Габриэль Мантушкайте (211 баллов, ст. категория) | Владимир Арзуманян (215 баллов, мл. категория) Кристина Селезнева (209 баллов, ст. категория)                            | Анастасия Петрик          |
| 2011 | Андраник Алексанян (242 баллов) | Ивайло Филиппов (238 баллов) | Никита Лучко (236 баллов)                                                                                                | Агате Албекейте           |
| 2012 | Елизавета Пурис (176 баллов) | Соня Гюлхасян (175 баллов) | Юра Прывыка (174 баллов)                                                                                                 | Виктория Литвинчук        |
| 2013 | София Тарасова (197 баллов) | Паулина Скрабите Диана Хитарова (196 баллов)                                                                                             | Сабина Мустаева (195 баллов)                                                                                             | гр. Шпроты                |
| 2014 | Андрей Бойко | Мартине и Кьяре Скарпари Полина Богусевич Екатерина Манешина                                                                             | Мухаммедали Жугунусов Руслан Асланов София Волошаненко                                                                   | Екатерина Манешина        |
| 2015 | Гайя Кауки | Крисия Тодорова Дуэт «Дикие Гитары» | Мэри Кочарян | Данэлия Тулешова          |
| 2016 | Алексей Забугин Трио «ЭЙ`ВА» | Михаил Григорян Эйла Манджон | Жанель Садуакас Мария Мирова                                                                                             | Нонна Еганян              |
| 2017 | Анаит Адамян Арина Петрова | Тали Купер | Евгений Бойцов | Амина Жапар               |
| 2018 | Ева Лёпа | Ивена Работова | София Фоменко | Диана Анкудинова          |
| 2019 | Алиса Голомысова Денберел Оoржак | Ярослав Соколиков | Милана Пак | Денберел Ооржак           |
| 2020 | Анастасия Иванова | София Феськова | Элен Бадалян | Ксения Канн               |
| 2021 | Татьяна Меженцева | Софи Сингх | Каринэ Меграбян | Валерий Кузаков           |